# Васильева Гора
Васильева Гора — деревня в Торжокском районе Тверской области России. Входит в состав Марьинского сельского поселения.

## География
Деревня находится в центральной части региона, в зоне хвойно-широколиственных лесов, в пределах восточной оконечности Валдайской возвышенности, при автодороге 28Н-1767, в 20 км к юго-востоку от Торжка, в 4 км от села Марьино.

### Климат
Климат характеризуется как умеренно континентальный, влажный, с морозной зимой и умеренно тёплым летом. Среднегодовая температура воздуха — 3,9 °C. Средняя температура воздуха самого холодного месяца (января) — −10,2 °C (абсолютный минимум — −48 °C); самого тёплого месяца (июля) — 16,9 °C (абсолютный максимум — 35 °C). Вегетационный период длится около 169 дней. Годовое количество атмосферных осадков составляет около 575—600 мм, из которых большая часть выпадает в тёплый период. Снежный покров держится в течение 135 −140 дней. Среднегодовая скорость ветра варьирует в пределах от 3,1 до 4,1 м/с.

## История
В 1790-е годы деревня Васильева Гора, как и соседнего с ним села Знаменское-Раек принадлежала генералу-аншефу Ф. И. Глебову.
Во второй половине XIX — начале XX века деревня Васильева Гора относилась к Раевскому приходу Марьинской волости Новоторжского уезда. В 1884 году — 57 дворов, 361 житель.
В 1940 году деревня в составе Доншинского сельсовета Медновского района Калининской области.

## Население
| 2010 |
| ---- |
| 16   |

### Историческая численность населения
В 1996 году в деревне 15 хозяйств, 30 жителей.
В 2016 году в деревне 16 жителей.

## Инфраструктура
Часовня Даниила Столпника.  Автором часовни предположительного явился архитектор Н.А.Львов.

## Транспорт
Деревня доступна автотранспортом.